# Konföderationsartikel

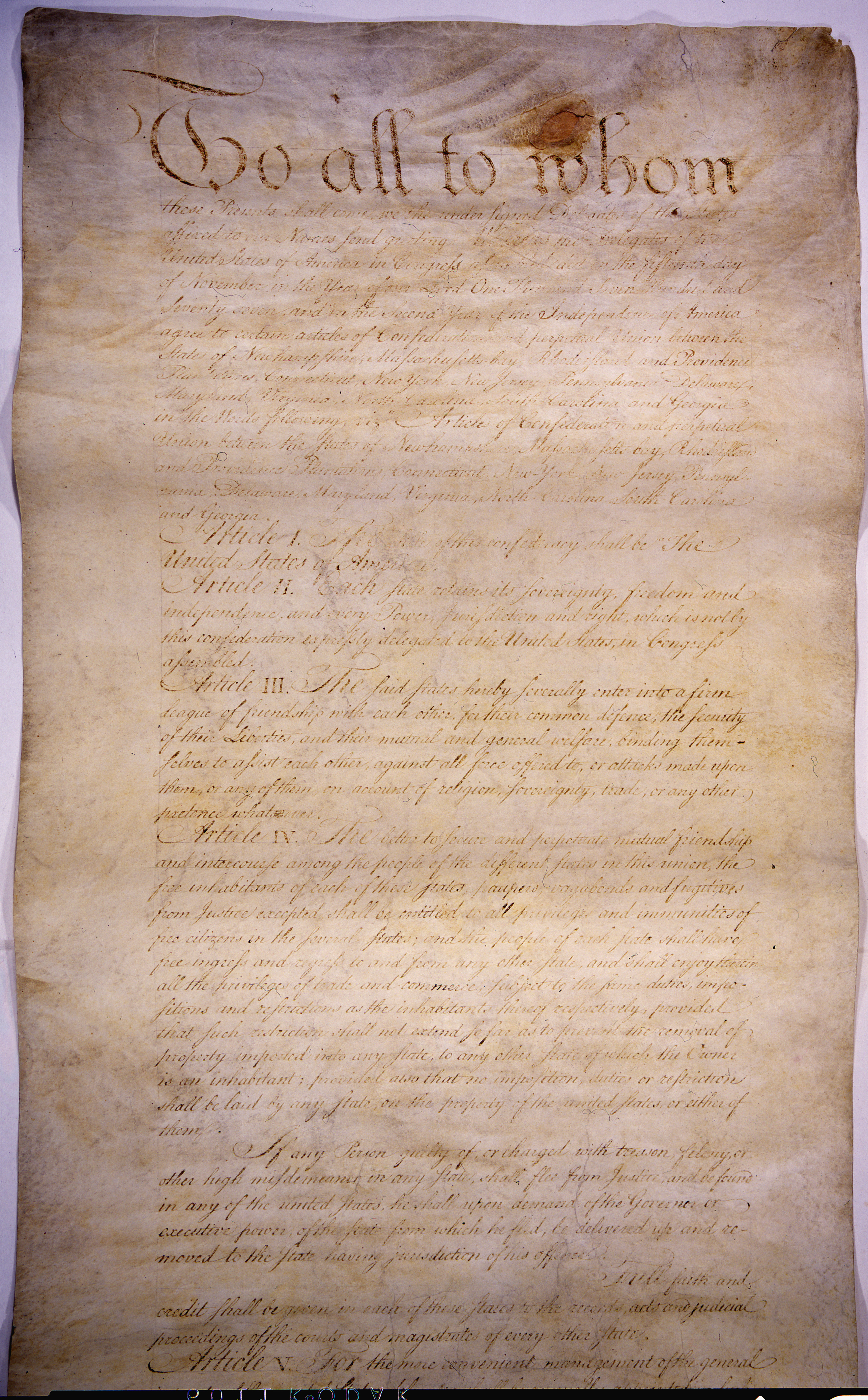
Die Konföderationsartikel

Die Konföderationsartikel (englisch: Articles of Confederation and Perpetual Union) waren die erste verfassungsrechtliche Grundlage der Vereinigten Staaten und Vorläufer der amerikanischen Verfassung von 1787. Ihre Regelungen beruhten im Wesentlichen auf dem Prinzip der einzelstaatlichen Souveränität. Nachdem der Kontinentalkongress sie am 15. November 1777 verabschiedet hatte, waren sie nach ihrer dreijährigen Ratifikation von 1781 bis 1789 in Kraft.

## Historischer Kontext und Ausgangssituation

### Unabhängigkeitsbewegung in den dreizehn Kolonien
Die dreizehn amerikanischen Kolonien (dieser Begriff schließt die britischen, ebenfalls nordamerikanischen Kolonien Québec, Nova Scotia und Prince Edward Island nicht mit ein) befanden sich seit 1763 in einem Konflikt mit der britischen Krone, der die Herrschaft über dieses Gebiet oblag. Insbesondere Meinungsverschiedenheiten auf wirtschaftlicher Ebene, die durch eine neue Steuerpolitik der britischen Regierung hervorgerufen worden waren, hatten zur zunehmenden Entfremdung zwischen Kolonien und Mutterland geführt. Aus der weiteren Verschärfung der Konfliktlage resultierte 1775 der Ausbruch des Amerikanischen Unabhängigkeitskriegs. Im zweiten Kriegsjahr 1776 folgte schließlich die formale Loslösung vom Mutterland durch die Verabschiedung der Unabhängigkeitserklärung.

### Administrative Verhältnisse und Notwendigkeit einer Verfassung
Die politische Verwaltung des Staatenbundes erfolgte unterdessen durch den 1774 einberufenen Kontinentalkongress, der zu dieser Zeit die einzige interkoloniale Institution bildete. Ansonsten fehlten jegliche regierungsorganisatorische Strukturen, die ein übergeordnetes Element gebildet oder den Charakter eines Staates bzw. Staatenbundes ausgemacht hätten. Im Jahre 1776 begannen erste Einzelstaaten, darunter etwa New Hampshire oder Virginia, eigenständige Verfassungen zu erarbeiten, die die bisher geltenden königlichen Gesetze ablösen und ersetzen sollten. Eine gemeinsame Verfassung, die die Verhältnisse von Einzelstaat zu Zentralgewalt regelte, existierte hingegen noch nicht; Die Entstehung eines solchen Dokuments stellte jedoch eine Notwendigkeit dar, einerseits um die bestehende politische Leere zu überwinden, andererseits um den Handlungsspielraum des Kontinentalkongresses als überkoloniale Institution sowie die Stellung der Einzelstaaten festzulegen. Zu diesem Zweck wurde am 12. Juni 1776 ein Komitee einberufen, dessen Aufgabe es sein sollte, eine erstmals gesamtkolonial wirksame Verfassung zu entwerfen. Jede der Dreizehn Kolonien entsandte dazu einen Delegierten.

## Geschichte
Die völkerrechtlichen Regelungen der Konföderationsartikel beruhten auf dem Prinzip der vollständigen Souveränität der Einzelstaaten, also der 13 ehemaligen britischen Kolonien. Somit etablierten sie gewissermaßen einen amerikanischen Staatenbund, der allerdings einige strukturelle Mängel aufwies und schnell an diesen scheiterte.
Von Anbeginn der Konföderation war es ihrer Legislative, dem Kontinentalkongress, nicht gestattet, eigene Steuern zu erheben. Zum Funktionieren der Konföderationsorgane sollten Beiträge der Mitgliedsstaaten beitragen, jedoch kamen die meisten Mitgliedsstaaten dieser Konvention nicht nach. Aus diesem Grund war es dem Staatenbund nicht möglich, seinen Mitgliedern militärischen Schutz vor den zunehmenden Interventionen der europäischen Mächte zu gewährleisten.
Darüber hinaus fühlten sich die meisten Mitgliedsstaaten nicht verpflichtet, in der Konföderation getroffene Vereinbarungen zu übernehmen. Da es letzterer sowohl an Durchsetzungs- wie an Sanktionsmöglichkeiten mangelte, war der Handlungsspielraum des Staatenbundes stets begrenzt. Ein wesentliches politisch-wirtschaftliches Hemmnis und Ausdruck der Zersplitterung stellte beispielsweise die zunehmende Abgrenzung der Mitgliedsstaaten durch Schutzzölle dar, denen der Kontinentalkongress ebenfalls machtlos gegenüberstand, denn sie verfügten beispielsweise über die Möglichkeit, aus der Konföderation auszutreten.
Um diesen Missständen beizukommen, wurde die Philadelphia Convention einberufen. Eigentlich sollte sie zunächst nur über die Möglichkeit von Verbesserungen der Staatsorganisation beraten und eine Formulierung der Artikel finden, um die Einzelstaaten, die um ihre Macht fürchteten, zu beruhigen. Letzten Endes legte sie aber einen völlig neuen Verfassungsentwurf vor, der im Unterschied zu den Konföderationsartikeln überhaupt erst eine starke Bundesregierung als Exekutivorgan forderte. Diese sollte vor allem in Fragen der Außenpolitik, des Außenhandels und der Landesverteidigung Kompetenzen der Einzelstaaten übernehmen.
In der Rückschau haben die Konföderationsartikel dennoch die seither bestehende Union der nordamerikanischen Staaten etabliert.